# Cabo Frio
Cabo Frio is een gemeente in de Braziliaanse deelstaat Rio de Janeiro. De gemeente telt 216.030 inwoners (schatting 2017).

## Aangrenzende gemeenten
De gemeente grenst aan Araruama, Armação dos Búzios, Arraial do Cabo, Casimiro de Abreu, São Pedro da Aldeia en Silva Jardim. De badplaats ligt aan de Costa do Sol.

## Stedenbanden
Zustersteden van Cabo Frio:
- Rio de Janeiro, Brazilië

## Geboren
- Daniel Silva dos Santos, "Daniel Tijolo" (1982-2019), voetballer